# 矢作・バカリのソコホル!?〜言われてみれば気になるアレ大調査〜
『矢作・バカリのソコホル!?〜言われてみれば気になるアレ大調査〜』（やはぎ・バカリのソコホル!?いわれてみればきになるアレだいちょうさ）は、朝日放送テレビで2021年5月2日から5月24日まで放送されていたバラエティ番組であり、矢作兼（おぎやはぎ）とバカリズムの冠番組である。

## 概要
日常に存在する「言われてみれば気になるもの」について徹底的に深掘りし、その調査VTRや、調査結果をナビゲートしていく「掘りたがり犬」（天の声）の芸人に対してツッコミを入れていく番組。
バカリズムは、前々番組『バカサシ〜バカなものサシ〜』以来、1ヶ月ぶりに朝日放送テレビの日曜23時台のバラエティ番組でMCを務める。ジーヤマ共同制作の『ヒットの泉〜ニッポンの夢ヂカラ!〜』（2012年4月1日 - 2013年3月31日）、『砂羽と可奈子があの街の美味しいギャップ大発見!だけど食堂』（2013年4月7日 - 2014年9月28日）以来7年ぶりとなる。
番組本編開始前の22時55分 - 23時枠で、事前ミニ番組として『まもなく ソコホル!?』も別途放送。

## 出演者

### MC
- 矢作兼（おぎやはぎ）[2]
- バカリズム[2]

### 掘りたがり犬
- 平子祐希（アルコ&ピース） - 第1回[4]
- 中岡創一（ロッチ） - 第2回[4]
- 春日俊彰（オードリー） - 第3回[4]
- たける（東京ホテイソン） - 第4回[4]

### ゲスト
- NANAMI - 第1回・第2回[4]
- 井上咲楽 - 第3回・第4回[4]

## スタッフ
- ナレーション：平子祐希（アルコ&ピース〈第1回〉）、中岡創一（ロッチ〈第2回〉）、春日俊彰（オードリー〈第3回〉）、たける（東京ホテイソン〈第4回〉）、山田みほ
- 構成：飯塚大悟、狩野孝彦、森崚介
- カメラ：矢田部修、新井直樹、土岐泰也
- VE：霜﨑愛実、長谷川将太
- 音効：吉田比呂樹、伊藤美寿々
- 技術協力：港家、スタジオスリーエイト、M-TANK
- 美術：澁谷政史
- 美術協力：アックス
- 衣装協力：Losguapos
- 協力：SNOW
- 編成：鈴鹿相哉
- PR：衣川淳子
- AD：八本航輝
- 番組デスク：中村美恵
- AP：細川真琴
- ディレクター：宮崎弘平、渡辺康史、土井功輔、山口敏
- 演出：大島圭司
- プロデューサー：白石和也、武藤利治、高橋利一郎
- チーフプロデューサー：北村誠之
- 制作：朝日放送テレビ、ジーヤマ